# Elena Lagadinova
Elena Lagadinova (in bulgaro Елена Атанасова Лагадинова?; Razlog, 9 maggio 1930 – Sofia, 29 ottobre 2017) è stata un'agronoma, politica e ingegnere genetico bulgara, che contribuì durante la Seconda guerra mondiale alla resistenza bulgara contro l'occupazione tedesca, guadagnandosi il soprannome di “Амазонка” o “L'Amazzone”.
Era la più giovane combattente donna in Bulgaria, iniziò il suo contributo allo sforzo bellico all'età di 11 anni e combatté attivamente all'età di 14 anni
Dopo la vittoria degli Alleati nel 1945, conseguì un dottorato in agrobiologia, prima di lavorare come ricercatrice presso l'Accademia bulgara delle scienze. Lì sviluppò un nuovo ceppo di grano, Triticale  che contribuì ad aumentare la produttività delle fattorie collettive. Per questa scoperta le fu conferito l'Ordine di Cirillo e di Metodio dal governo bulgaro.

## Biografia
Lagadinova nacque nella città di montagna di Razlog, in Bulgaria, nel maggio 1930. Proveniva da un ambiente a basso reddito e perse la madre all'età di quattro anni. Così fu suo padre ad allevare lei e i suoi due fratelli. Nei primi anni di vita Elena era circondata da discussioni sulla rivoluzione e sull'impegno politico; il padre di Lagadinova fu uno dei primi sostenitori del Partito Comunista Bulgaro, mentre il fratello maggiore fuggì in Unione Sovietica per perseguire il lavoro nell'Internazionale Comunista. 
Lagadinova visse la Seconda Guerra Mondiale come parte della lotta della sua famiglia; nella sua nativa Razlog tutti contribuirono alla lotta contro il nazismo. All'inizio della guerra protesse l'identità dei suoi fratelli e nascose le azioni partigiane di suo padre. Contribuì anche a fornire ai villaggi vicini le risorse necessarie. A quattordici anni, Lagadinova si impegnò a diventare una combattente per la libertà insieme a suo padre e ai suoi fratelli, rendendola una delle partigiane più giovani a combattere nella sua regione in quel momento. 

## Seconda Guerra Mondiale

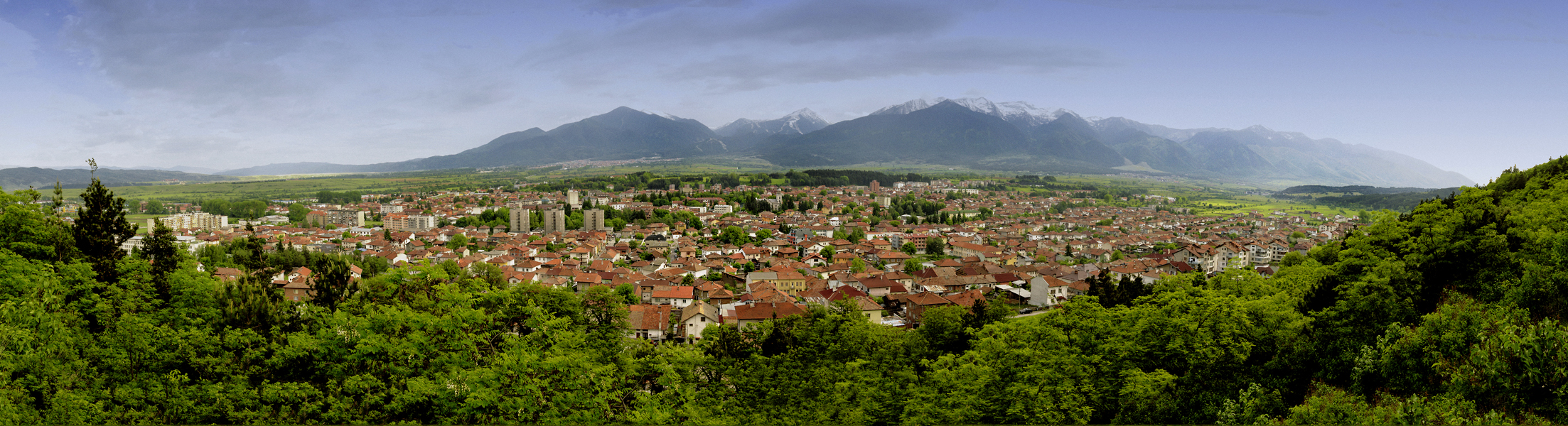
Razlog, Bulgaria, dove nacque Elena Lagadinova. Visibili sullo sfondo i Monti Pirin dove lei fuggì nel 1944

La Bulgaria era alleata dei nazisti durante la seconda guerra mondiale. Nel 1941 la Bulgaria approvò la “Legge per la protezione della nazione”, che aboliva i diritti civili degli ebrei bulgari.  Nel 1941, la Bulgaria sostenne anche i tedeschi nell'invasione dei Balcani, occupò gran parte della Jugoslavia orientale e deportò fino a 20.000 ebrei dai territori occupati. L'intera famiglia di Elena Lagadinova (e gran parte della resistenza che all'epoca combatteva contro i nazisti) era comunista.  Nel 1944, la monarchia bulgara inviò la gendarmeria per eliminare la minaccia partigiana e i gendarmi si presentarono a casa della sua famiglia a Razlog lanciando granate. Lei riuscì a fuggire sui Monti Pirin.
Lagadinova iniziò a combattere in servizio attivo durante l'estate del 1944 e divenne la più giovane combattente partigiana in Bulgaria. Dopo aver contribuito alle attività di resistenza contro il governo bulgaro alleato dei nazisti all'età di undici anni, all'età di quattordici combatteva al fianco dei suoi fratelli. Lagadinova prestò servizio anche come staffetta partigiana, consegnando messaggi ai suoi familiari e ad altri durante la guerra.  In questa veste Lagadinova era esposta a un pericolo maggiore, poiché come staffetta aveva sede nelle città e aveva maggiori possibilità di essere catturata e uccisa. Elena sopravvisse, suo fratello Assen fu catturato e decapitato dalla gendarmeria durante la guerra.
Divenne nota come "L'Amazzone" (Амазонка). Durante e dopo la guerra furono realizzati manifesti e slogan propagandistici basati sulla sua immagine. Si guadagnò il soprannome grazie al suo coraggio e alla tenacia nel combattere.  Da Sofia a Mosca, le riviste per bambini ne elogiarono il coraggio e la forza, esortando i ragazzi e le ragazze a “essere coraggiosi come l'Amazzone”.
Dopo la vittoria degli Alleati nel 1945, Lagadinova fu inviata in Unione Sovietica per completare la sua istruzione. Studiò all'Accademia Timirjazev di Mosca, (formalmente denominata Istituto agricolo di Mosca), considerato il "più antico istituto russo di fama internazionale". Lì conseguì la laurea in biologia.

## Contributi alla genetica vegetale
Dopo Mosca, Lagadinova condusse ulteriori ricerche in Inghilterra e Svezia. Tornò a Sofia per lavorare nel campo della genetica agricola presso l'Accademia bulgara delle scienze. Durante i suoi tredici anni come ricercatrice, ha contribuito a sviluppare un nuovo robusto ceppo ibrido di grano Triticale, che ha aumentato la produttività delle fattorie collettive. Nel 1959, il governo bulgaro le assegnò l'Ordine di Cirillo e Metodio per riconoscere i suoi successi nel campo della genetica vegetale. 

## Carriera politica
Alla fine degli anni '60 un quadro del partito incaricato di supervisionare il lavoro di Lagadinova tentò di influenzare politicamente il programma di ricerca dell'Accademia bulgara delle scienze, un'azione che spinse Lagadinova a scrivere una lettera al premier sovietico Leonid Brežnev. Nella sua lettera, espresse preoccupazione per la mancanza di competenza tecnica dei quadri del partito, che avevano interferito nella sua ricerca. La lettera fu intercettata da Todor Živkov, segretario generale del Partito comunista bulgaro. Nel 1968, Živkov costrinse Lagadinova ad accettare la carica di segretario del Fronte della Patria e presidente del Comitato del Movimento delle donne bulgare.
In questi due ruoli, Lagadinova svolse un ruolo significativo nella creazione e nell'applicazione della legislazione a beneficio delle donne sul posto di lavoro, comprese le leggi sul congedo di maternità.  Lavorò anche con altri attivisti internazionali per creare una coalizione di organizzazioni femminili nazionali e diventò membro dell'Istituto delle Nazioni Unite per la formazione delle donne nel 1985.

## Morte
Nel 1989 Lagadinova si ritirò dalla vita pubblica. Ventisette anni dopo il pensionamento, Lagadinova rilasciòun’intervista all’etnografa americana Kristen Ghodsee, in cui consigliava: “Devi lottare per qualcosa in cui credi”. Il 29 ottobre 2017, Lagadinova morì nel sonno all'età di 87 anni in una casa di riposo a Sofia, in Bulgaria.